# Achyropsis longipedunculata
Achyropsis longipedunculata är en amarantväxtart som först beskrevs av Albert Peter, och fick sitt nu gällande namn av Karl Suessenguth. Achyropsis longipedunculata ingår i släktet Achyropsis och familjen amarantväxter. Inga underarter finns listade i Catalogue of Life.